# Aubignas
Aubignas [obiɲas] est une commune française située dans le département de l'Ardèche, en région Auvergne-Rhône-Alpes.

## Géographie

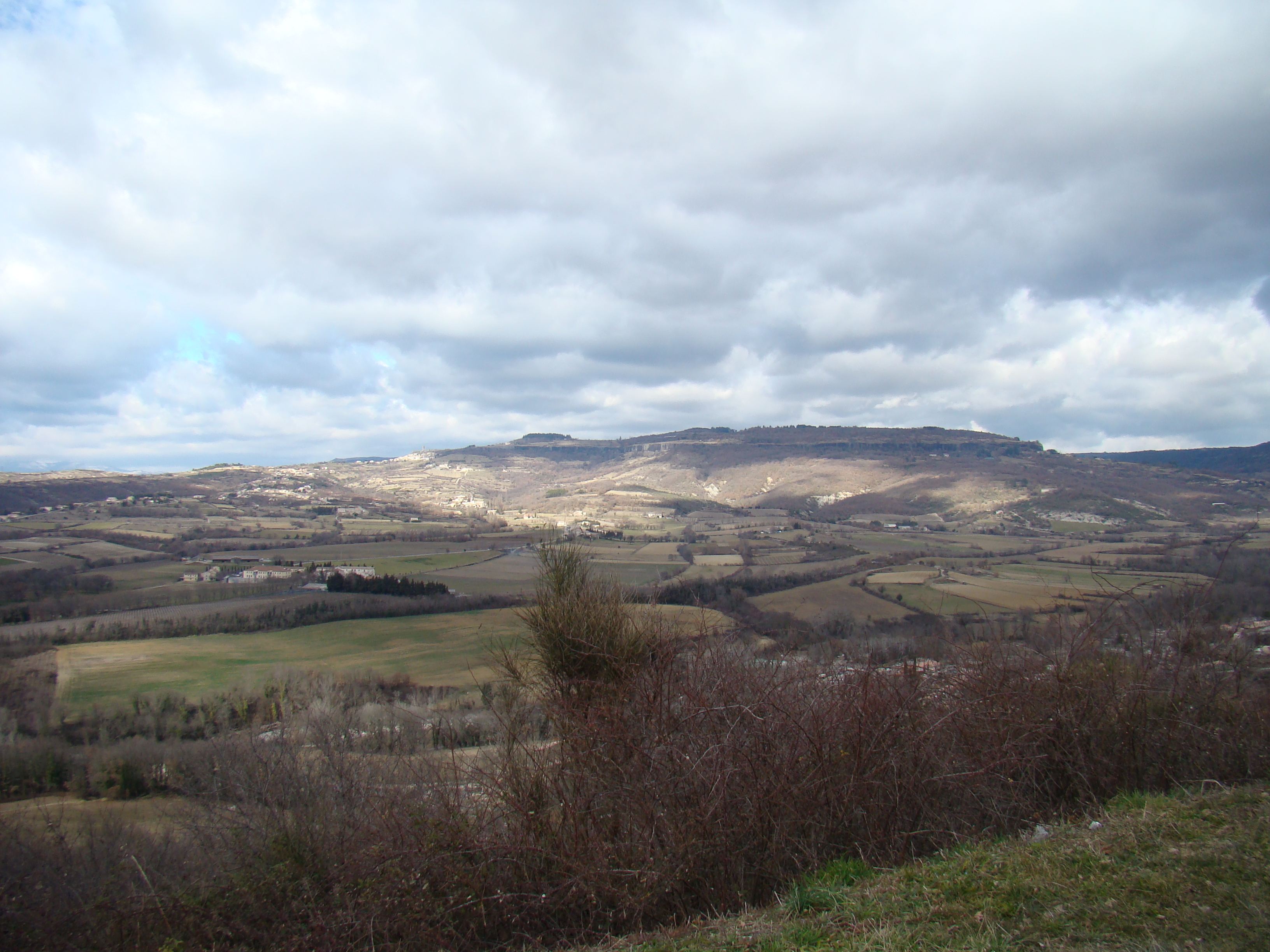
Vue panoramique d'Aubignas montrant un paysage typique du plateau du Coiron et notamment sa falaise basaltique.

### Situation et description
Aubignas se présente sous la forme d'une commune à vocations essentiellement rurale située dans la partie méridionale du département de l'Ardèche, à 9 kilomètres du Teil et à 15 kilomètres de Montélimar.

### Communes limitrophes
Aubignas est limitrophe de cinq communes, toutes situées dans le département de l'Ardèche et réparties géographiquement de la manière suivante :

### Climat
Pour des articles plus généraux, voir Climat d'Auvergne-Rhône-Alpes et Climat de l'Ardèche.
En 2010, le climat de la commune est de type climat méditerranéen altéré, selon une étude du CNRS s'appuyant sur une série de données couvrant la période 1971-2000. En 2020, Météo-France publie une typologie des climats de la France métropolitaine dans laquelle la commune est exposée à un climat méditerranéen et est dans la région climatique Provence, Languedoc-Roussillon, caractérisée par une pluviométrie faible en été, un très bon ensoleillement (2 600 h/an), un été chaud (21,5 °C), un air très sec en été, sec en toutes saisons, des vents forts (fréquence de 40 à 50 % de vents > 5 m/s) et peu de brouillards.
Pour la période 1971-2000, la température annuelle moyenne est de 12,4 °C, avec une amplitude thermique annuelle de 17,2 °C. Le cumul annuel moyen de précipitations est de 1 162 mm, avec 7,6 jours de précipitations en janvier et 4,3 jours en juillet. Pour la période 1991-2020, la température moyenne annuelle observée sur la station météorologique de Météo-France la plus proche, « Alba la Romaine », sur la commune d'Alba-la-Romaine à 5 km à vol d'oiseau, est de 13,6 °C et le cumul annuel moyen de précipitations est de 1 043,8 mm,. Pour l'avenir, les paramètres climatiques de la commune estimés pour 2050 selon différents scénarios d'émission de gaz à effet de serre sont consultables sur un site dédié publié par Météo-France en novembre 2022.

### Voies de communication
Le territoire communal est traversé par la route nationale 102 (RN 102) qui relie l'autoroute A75 à Lempdes-sur-Allagnon vers la RN 7 et l'A7. Cette route permet également de rejoindre Aubenas et Montélimar.

## Urbanisme

### Typologie
Au 1er janvier 2024, Aubignas est catégorisée commune rurale à habitat dispersé, selon la nouvelle grille communale de densité à 7 niveaux définie par l'Insee en 2022.
Elle est située hors unité urbaine. Par ailleurs la commune fait partie de l'aire d'attraction de Montélimar, dont elle est une commune de la couronne,. Cette aire, qui regroupe 45 communes, est catégorisée dans les aires de 50 000 à moins de 200 000 habitants,.

### Occupation des sols
L'occupation des sols de la commune, telle qu'elle ressort de la base de données européenne d’occupation biophysique des sols Corine Land Cover (CLC), est marquée par l'importance des forêts et milieux semi-naturels (69,5 % en 2018), une proportion sensiblement équivalente à celle de 1990 (69,9 %). La répartition détaillée en 2018 est la suivante : 
forêts (42,6 %), milieux à végétation arbustive et/ou herbacée (26,9 %), prairies (15,3 %), cultures permanentes (7,3 %), zones agricoles hétérogènes (5,6 %), zones urbanisées (2,3 %).
L'évolution de l’occupation des sols de la commune et de ses infrastructures peut être observée sur les différentes représentations cartographiques du territoire : la carte de Cassini (XVIIIe siècle), la carte d'état-major (1820-1866) et les cartes ou photos aériennes de l'IGN pour la période actuelle (1950 à aujourd'hui).

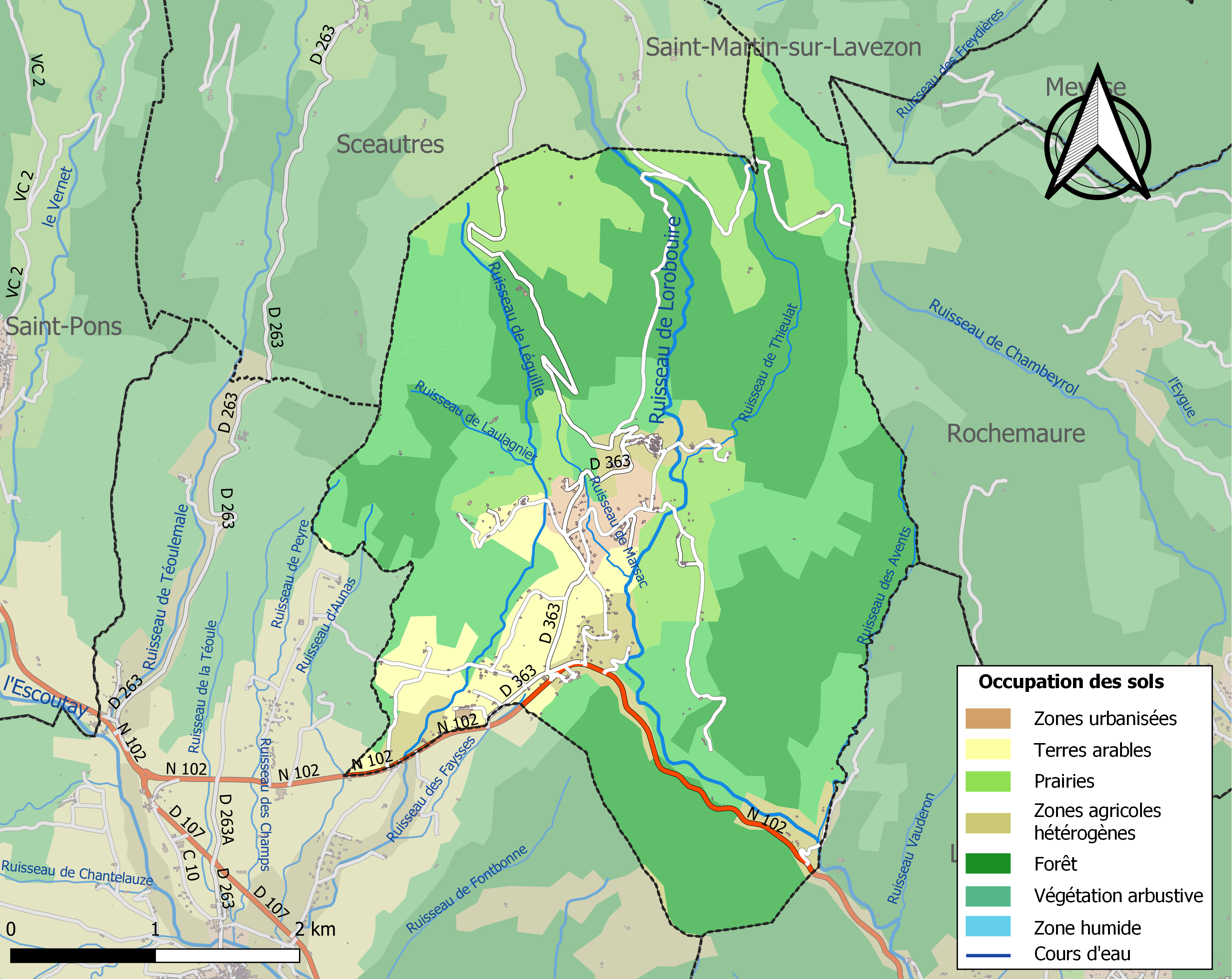
Carte des infrastructures et de l'occupation des sols de la commune en 2018 (CLC).

### Risques naturels

#### Risques sismiques
La totalité du territoire de la commune d'Aubignas est situé en zone de sismicité no 3 (sur une échelle de 1 à 5), comme la plupart des communes situées dans la vallée du Rhône et la Basse Ardèche, mais en limite orientale de la zone no 2 qui correspond au plateau ardéchois.
| Type de zone | Niveau            | Définitions (bâtiment à risque normal) |
| ------------ | ----------------- | -------------------------------------- |
| Zone 3       | Sismicité modérée | accélération = 1,1 m/s2                |

## Histoire
La commune était traversée par la voie romaine d'Antonin.
La réplique en calcaire de la borne milliaire de Mélas est située dans la commune sur un parking, près de deux kilomètres au nord-ouest de sa localisation précédente, le long de la nationale 102.
Appartenant originellement à la famille Baysse, par mariage le fief d'Aubignas passe dans la famille Pérot en 1539, puis dans la maison du Cheylard en 1551. En 1788, le marquis du Cheylard vend la seigneurie à Jacques-Bernard Bouvier.

## Politique et administration

### Tendances politiques et résultats
Le nombre d'habitants de la commune étant compris entre 100 et 500, le nombre de membres du conseil municipal est de 11.

### Liste des maires
| Période                                  | Période                    | Identité                 | Étiquette          | Qualité                                                  |
| ---------------------------------------- | -------------------------- | ------------------------ | ------------------ | -------------------------------------------------------- |
| Les données manquantes sont à compléter. |                            |                          |                    |                                                          |
| 1796                                     | 1797 (décès)               | Claude Vincent-Lachave   |                    | agent municipal)                                         |
| 1797                                     | 1797 (décès)               | Pierre Lachave           |                    | agent municipal)                                         |
| 1798                                     | 1799 (décès)               | Jean Joseph Mealares     |                    | agent municipal)                                         |
| 1799                                     | 1800 (décès)               | Jacques Vernet           |                    | agent municipal)                                         |
| 1800                                     | 27 février 1808 (décès)    | Antoine Cavard           |                    | propriétaire)                                            |
| 1808                                     | 27 avril 1825 (décès)      | Claude Vincent-Lachave   |                    | propriétaire                                             |
| 1825                                     | 22 octobre 1830 (décès)    | Jacques Allignol         |                    |                                                          |
| 1830                                     | 1835                       | Jacques Victor Lachave   |                    |                                                          |
| 1835                                     | 1840 (démission)           | Jacques Maximin Allignol |                    |                                                          |
| 1841                                     | 1842                       | Clément Teyssier         |                    |                                                          |
| 1842                                     | 1846                       | Paul Trinquet            |                    |                                                          |
| 1847                                     | 1862                       | Maximin Allignol         |                    |                                                          |
| 1862                                     | 1865                       | Nicolas Arnaud           |                    |                                                          |
| 1865                                     | 1866                       | Léon Richard             |                    |                                                          |
| 1866                                     | 1871 (démission)           | Jacques Bernard          |                    |                                                          |
| 1871                                     | mars 1874 (démission)      | Adolphe Reboul           |                    |                                                          |
| mars 1874                                | mai 1876                   | Jacques Bernard          |                    | Propriétaire                                             |
| mai 1876                                 | mai 1900                   | Alfred Trinquet          |                    | Propriétaire                                             |
| mai 1900                                 | 6 mars 1918 (décès)        | Placide Astier           | radical-socialiste | Pharmacien Député de 1898 à 1910 Sénateur de 1910 à 1918 |
| mars 1918                                | mai 1925                   | Auguste Trinquet         | radical-socialiste | Propriétaire exploitant                                  |
| mai 1925                                 | 18 mai 1945                | Pierre Astier            | radical-socialiste | Gérant de laboratoire                                    |
| 18 mai 1945                              | octobre 1947               | Laurent Méallarès        | SFIO               | Exploitant agricole                                      |
| octobre 1947                             | septembre 1959 (démission) | Jules Reboul             |                    | Retraité                                                 |
| 27 septembre 1959                        | 26 mars 1977               | Marius Volle             | DVD                | Exploitant agricole                                      |
| 26 mars 1977                             | 1986 (démission)           | Michel Arnichand         | PCF                | Instituteur                                              |
| 1986                                     | mars 2008                  | Alain Floribert          | PCF                | Employé                                                  |
| mars 2008                                | 23 mai 2020                | Christian Bosquet        | DVG                | Exploitant agricole                                      |
| 23 mai 2020                              | En cours (au 24 mai 2020)  | Serge Villard            | DVG                | Retraité de l'enseignement                               |

## Population et société

### Démographie

#### Évolution démographique
La population change depuis quelques décennies, avec un déplacement de population de la vallée du Rhône vers des lieux moins prisés, notamment en Ardèche. Ces zones sont moins chères à l'achat : on parle comme ailleurs de « néoruraux ». On note à ce titre la construction de nombreuses maisons en bas du village. Jusqu'ici les conseils municipaux ont réussi à préserver le centre du village, sans nouvelles constructions.
L'organisation du « village », c'est-à-dire le quartier qui ceinture la ville du Moyen Âge montre encore des traces du passé : rempart bloquant les calades, meurtrières, et bien sur les calades étroites.
Au cours du XIXe siècle, l'autorisation est donnée de percer le rempart pour insérer de nouvelles ouvertures (fenêtre).
Le village est à flanc de la montagne : ici cette montagne s'appelle le Coiron. Le Coiron est une coulée de basalte qui s'est épanché du col de l'Escrinet (col entre Aubenas et Privas) jusqu'à la vallée du Rhône, dans d'anciennes vallées. Mais ces coulées de lave se sont avérées plus résistante à l'érosion que les marnes qui faisaient relief. Aujourd'hui, c'est le basalte qui domine et les marnes sont moins élevées.
Le village est construit en basalte : cette roche étant sombre, le village l'est aussi… Mais on a utilisé comme couverture et comme joint entre les blocs de basalte, du sable un peu rose-orange : le recouvrement encore visible donne une couleur plus clair au mur. La sable provenant de carrière telle celle du Teil (quartier « la sablière »). Juste avant le pont, à la sortie du Teil et en direction d'Aubenas, on trouve sur la droite des petites rue/route qui mènent à une ancienne carrière de sable.
L'évolution du nombre d'habitants est connue à travers les recensements de la population effectués dans la commune depuis 1793. Pour les communes de moins de 10 000 habitants, une enquête de recensement portant sur toute la population est réalisée tous les cinq ans, les populations de référence des années intermédiaires étant quant à elles estimées par interpolation ou extrapolation. Pour la commune, le premier recensement exhaustif entrant dans le cadre du nouveau dispositif a été réalisé en 2008.

En 2022, la commune comptait 477 habitants, en évolution de +0,42 % par rapport à 2016 (Ardèche : +2,48 %, France hors Mayotte : +2,11 %).
| 1793 | 1800 | 1806 | 1821 | 1831 | 1836 | 1841 | 1846 | 1851 |
| ---- | ---- | ---- | ---- | ---- | ---- | ---- | ---- | ---- |
| 312  | 203  | 379  | 309  | 488  | 497  | 524  | 510  | 548  |

| 1856 | 1861 | 1866 | 1872 | 1876 | 1881 | 1886 | 1891 | 1896 |
| ---- | ---- | ---- | ---- | ---- | ---- | ---- | ---- | ---- |
| 544  | 539  | 523  | 528  | 531  | 559  | 542  | 481  | 423  |

| 1901 | 1906 | 1911 | 1921 | 1926 | 1931 | 1936 | 1946 | 1954 |
| ---- | ---- | ---- | ---- | ---- | ---- | ---- | ---- | ---- |
| 417  | 440  | 382  | 300  | 271  | 367  | 385  | 204  | 210  |

| 1962 | 1968 | 1975 | 1982 | 1990 | 1999 | 2006 | 2008 | 2013 |
| ---- | ---- | ---- | ---- | ---- | ---- | ---- | ---- | ---- |
| 258  | 208  | 230  | 246  | 308  | 337  | 379  | 390  | 473  |

| 2018 | 2022 | - | - | - | - | - | - | - |
| ---- | ---- | - | - | - | - | - | - | - |
| 464  | 477  | - | - | - | - | - | - | - |

### Pyramide des âges
En 2021, le taux de personnes d'un âge inférieur à 30 ans s'élève à 37,0 %, soit au-dessus de la moyenne départementale (29,7 %). À l'inverse, le taux de personnes d'âge supérieur à 60 ans est de 22,4 % la même année, alors qu'il est de 32,8 % au niveau départemental.
En 2021, la commune comptait 238 hommes pour 239 femmes, soit un taux de 50,10 % de femmes, légèrement inférieur au taux départemental (51,22 %).
Les pyramides des âges de la commune et du département s'établissent comme suit :
| Hommes | Classe d’âge | Femmes |
| ------ | ------------ | ------ |
| 0,4    | 90 ou +      | 0,8    |
| 5,9    | 75-89 ans    | 7,9    |
| 16,1   | 60-74 ans    | 13,4   |
| 17,1   | 45-59 ans    | 18,7   |
| 21,2   | 30-44 ans    | 24,1   |
| 13,6   | 15-29 ans    | 13,1   |
| 25,6   | 0-14 ans     | 21,8   |

| Hommes | Classe d’âge | Femmes |
| ------ | ------------ | ------ |
| 1      | 90 ou +      | 2,5    |
| 9      | 75-89 ans    | 11,4   |
| 20,8   | 60-74 ans    | 21,1   |
| 21,2   | 45-59 ans    | 20,3   |
| 16,9   | 30-44 ans    | 16,5   |
| 14,2   | 15-29 ans    | 12,6   |
| 17     | 0-14 ans     | 15,6   |

### Enseignement
La commune est rattachée à l'académie de Grenoble.

### Médias
La commune est située dans la zone de distribution de deux organes de la presse écrite :
- L'Hebdo de l'Ardèche

Il s'agit d'un journal hebdomadaire français basé à Valence et couvrant l'actualité de tout le département de l'Ardèche.
- Le Dauphiné libéré

Il s'agit d'un journal quotidien de la presse écrite française régionale distribué dans la plupart des départements de l'ancienne région Rhône-Alpes, notamment l'Ardèche. La commune est située dans la zone d'édition de Privas.

### Cultes
L'église d'Aubignas (propriété de la commune) et la communauté catholique dépendent de la paroisse Charles-de-Foucauld - Viviers / Le Teil dont le siège diocésain et la maison paroissiale sont situés à Viviers.

## Économie
L'économie locale est agricole :
- Une culture de la vigne avec production tournée vers le « Caveau des vignerons » sur Alba-la-Romaine s'est développée dans la commune avec un bourguignon, les « caves Latour » installées le long de la N 102 sur la commune d'Alba, en direction d'Aubenas. ou encore élevage caprins pour fabriquer le fromage d’Ardèche, le picodon. Mais il semble que le village soit essentiellement tournée vers Montélimar via Le Teil et non vers Aubenas.
- Des producteurs caprins sont présents au marché des producteurs sur Le Teil, les vendredis après-midi.
- Dans le paysage, on note aussi des parcelles de chênes, ce qui suggère la récolte de truffes sur la commune.
- Il a existé jusqu'en 2005 (environ) une exploitation du basalte par l'entreprise « Basaltine ». Il reste donc une friche industrielle le long de la N 102. En mémoire de cela, un espace a été aménagé à l'entrée du village, « l'espace basalte ».
- L'entreprise « Bung Eco », constructeur et loueur de constructions modulaires de type « Algeco », s'est installé le long de la N 102.

## Culture locale et patrimoine

### Patrimoine religieux
- Église romane du XIe siècle. Il s'agit de l'ancienne chapelle du château médiéval.
- À ce titre, il reste regrettable que l'ancien cimetière du XIVe ou XVe siècle (?) ait été déplacé dans la pente (à gauche en montant par la rue en direction de l'église), sans réelle mise en valeur et avec peu de considération pour ces vieilles plaques / dalles de caveau.
- L’église de l'Assomption d'Aubignas présente une architecture classique de l’Ardèche méridionale, avec un plafond « en berceau ». Son entrée est relativement récente : 19° comme le montre la façade avec des joints cimentés de manière régulière, non comme l’ancien rempart.

### Lieux et monuments
- Régulièrement la municipalité et les habitants ont à cœur d'entretenir le patrimoine : plusieurs percées des remparts ont été faites par l'actuelle municipalité (entre 2015-2017) pour rendre le déplacement des touristes plus agréable : par exemple, un passage a été aménagé à proximité de la place de l'église.
- Reste de remparts ;
- Parchemins médiévaux.
- Le premier château est aménagé en gîte par la municipalité : entre les deux tours, au-dessus de « la buvette » (lieu associatif géré par l'association « La pie sur l'amandier » et qui fait office de lieu de rencontre l'été).
- Après les guerres de Religion, un second château est construit (en face la mairie-école) avec une tour carrée comme donjon. Aujourd'hui, domaine privé.

### Personnalités liées à la commune

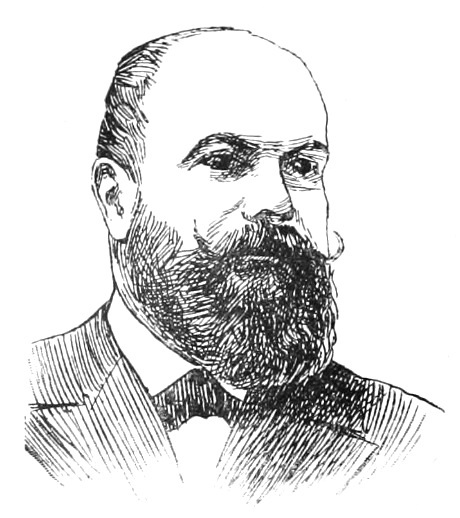
Placide Astier.

- Placide Astier est né dans la commune le 23 février 1856 et mort à Paris le 6 mars 1918. Il était un scientifique et homme politique français.
- Le comédien Bernard Larmande, dont la famille est ardéchoise tout comme lui, et son épouse comédienne Sylvie Genty ont acheté une demeure en 1970. Ils y résident souvent. Sylvie Genty s'est éteinte à leurs domicile de Montmartre le 16 décembre 2022. Ensemble ils ont eu un fils le comédien de doublage Adrien Larmande.

### Héraldique
| Blason de Aubignas | Blason  | Parti : au 1er d'azur à la bande d'or haussée à senestre et remplie de gueules de trois pièces en pal, au 2e d'argent à l'oriflamme d'azur emmanché de sable et soutenu de cinq mouchetures d'hermine du même ordonnées 3 et 2. |
| Blason de Aubignas | Détails | Le statut officiel du blason reste à déterminer. |